# Francis Galton
Pour les articles homonymes, voir Galton.
Sir Francis Galton (/ˈɡɔːl.tən/ ; Sparkbrook (en), près de Birmingham, 16 février 1822 – Haslemere, Surrey, 17 janvier 1911) est un anthropologue, explorateur, géographe, inventeur, météorologue, écrivain, proto-généticien, psychométricien et statisticien britannique. Considéré comme le fondateur de l'eugénisme, il est aussi celui, notamment, de la psychologie différentielle ou comparée. Il est également connu pour avoir mis en place de façon systématique la méthode d'identification des individus au moyen de leurs empreintes digitales.
Il est fait chevalier en 1909, et est décoré l'année suivante de la médaille Copley décernée par la Royal Society.

## Biographie

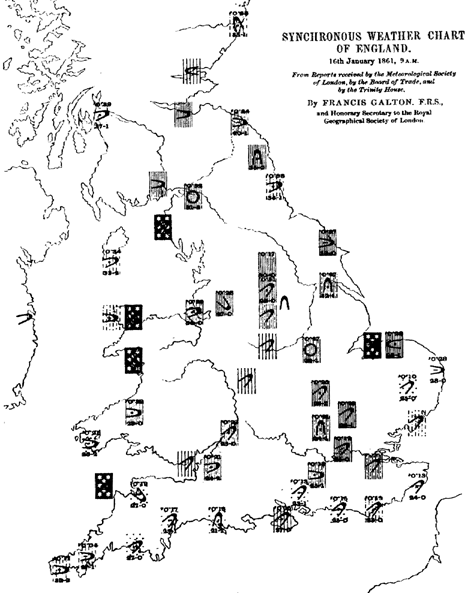
Une carte météorologique du Royaume-Uni, créée par Francis Galton en 1861.

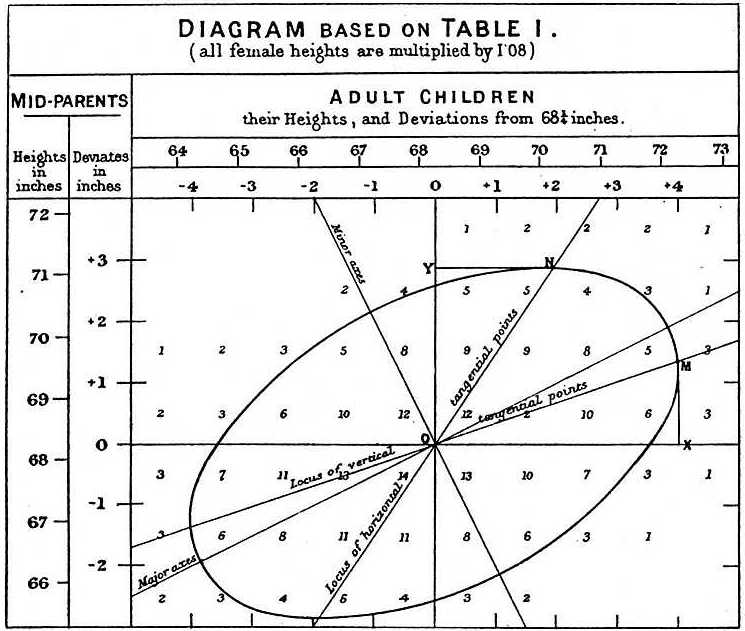
Diagramme de corrélation de Galton (1875).

Cousin de Charles Darwin et élevé dans une famille d'intellectuels fortunés – son grand-père est membre de la Royal Society –, Francis Galton est un enfant prodige (il écrit à quatre ans une lettre à sa sœur mentionnant qu'il commence à lire le français). Il ne fait cependant pas d'études brillantes à l'université et, s'il a attaché son nom à la statistique et à la psychologie, il est avant tout un touche-à-tout intuitif.
Explorateur passionné, il obtient une première consécration en tant que géographe. Il s'intéresse suffisamment à la météorologie pour que son néologisme « anticyclone » soit intégré et conservé, et il découvre les ultrasons. À partir de 1865, il se consacre à la statistique, avec l'objectif de quantifier les caractéristiques physiques, psychiques et comportementales de l'homme, ainsi que leur évolution.
Si Darwin a énoncé ses lois de l'évolution dans un contexte indépendant de toute réflexion sur le calcul des probabilités, ses théories ont assuré le triomphe d'une description probabiliste du monde, parallèlement à la physique statistique de Maxwell et Boltzmann. C'est Francis Galton qui fait le lien entre la théorie de la sélection naturelle et la recherche mathématique, consacrant une large partie de son activité à la défense de la théorie de l'évolution, en se proposant de montrer qu'elle permet des prévisions susceptibles d'être vérifiées.
Les études de Galton portent sur la transmission de caractères héréditaires, comme la taille, et sa plus importante contribution est d'expliciter correctement le concept de corrélation, autrement dit la façon dont la loi de probabilité d'une variable aléatoire dépend de la valeur supposée fixée d'une autre variable aléatoire. Ses travaux sur la psychologie différentielle s'inscrivent dans cette perspective.
À ses contributions mathématiques, Galton joint de grands talents d'organisateur et de vulgarisateur. Il cherche également un moyen de sélectionner systématiquement et scientifiquement ce qui pourrait s'apparenter à l'élite de l'humanité – ou plutôt du Royaume-Uni. À ce titre, il est considéré, avec son disciple Karl Pearson, avec qui il fonde Biometrika, un journal consacré à cette étude, comme le fondateur de l'école biométrique et eugénique britannique.
Galton est également célèbre pour sa méthode du portrait composite. Celle-ci consiste à fusionner en une seule image une multiplicité de clichés individuels, en vue de parvenir à une image générique permettant d'isoler une physionomie typique. C'est ainsi qu'il en vient à proposer le portrait-type de différents membres d'une même famille, mais également celui du criminel, ou encore du syphilitique. Cette technique est considérée comme un ancêtre du morphing.

## Tests et quantification
La quantification des observations biologiques est considérée par Galton comme une condition nécessaire à leur étude. Il applique ce principe général à l'étude des capacités humaines et réalise, avec James McKeen Cattell, les premiers tests. Ces tests sont des épreuves portant sur des processus élémentaires, sensoriels et moteurs. Leur validité, passée au crible de critères complexes, telle que la réussite universitaire, se révèle très faible. Galton suppose que toutes les mesures biologiques doivent se distribuer selon la loi normale, un postulat que le caractère conventionnel des mesures psychologiques prive, au moins dans ce domaine, de signification précise.
Dans son livre La Sagesse des foules de 2004, James Surowiecki cite l'expérience de Galton sur l'estimation du poids d'un bœuf.
Galton est l'inventeur de nombreuses méthodes statistiques couramment employées depuis, et de notions en psychologie comme l'étalonnage, la régression, la corrélation.
Il esquisse les principes de l'analyse factorielle, qui est développée ensuite en psychologie, à partir d'orientations indiquées par lui, par des psychologues tels que Charles Spearman et C. Bort ; ceux-ci montreront que l'intuition de Galton relative à la prééminence d'un facteur général d'intelligence sur des facteurs spécifiques peut constituer une manière heuristique de décrire les différences individuelles dans ce domaine.
Galton est persuadé que les facteurs héréditaires jouent un rôle dominant dans la détermination des différences individuelles et ébauche dans ce domaine des méthodes d'étude du problème « hérédité-milieu », perfectionnées depuis : méthode des jumeaux, études des pédigrées ; mais il sous-estime dans ses travaux l'importance des facteurs de milieu[réf. nécessaire].
Il inspire les politiques eugénistes, telle l'hygiène raciale, appliquée au début du XXe siècle en Scandinavie, aux États-Unis et par le régime national-socialiste : stérilisation massive d'individus considérés comme déviants (alcooliques, schizophrènes, handicapés…), déviances supposées héréditaires, donc nécessitant la limitation des naissances d'« inaptes » ou, pour les Nazis, l'élimination d'individus déficients et, d'un point de vue racial, « nocifs pour l'intégrité et la pureté de la race aryenne »[réf. nécessaire].
En 1904, Galton fonde et finance un laboratoire originellement consacré à l'eugénique. Celui-ci, devenu le Galton Laboratory de l'Université de Londres, est ensuite dirigé par Karl Pearson et Ronald Fisher, dont les contributions aux méthodes statistiques sont indépendantes des orientations générales de Galton.

## Distinctions et honneurs
- Membre de la Royal Society, élu le 7 juin 1860[3] ;
- Royal Medal en 1886 ;
- Médaille Darwin en 1902 ;
- Médaille d’argent Darwin-Wallace en 1908 ;
- Knight Bachelor en 1909[4] ;
- Médaille Copley en 1910.

## Publications
- (en) Les études de Galton concernant les empreintes digitales sont répertoriées et disponibles en ligne sur la page « Francis Galton and Fingerprints ». Elle comprend les monographies 
  - Finger Prints, Londres - New York, MacMillan, 1892, 216 pages ;
  - Decipherment of Blurred Finger Prints, Londres - New York, MacMillan, 1893, 18 pages, 16 planches d'ill. ;
  - Finger Print Directories, Londres - New York, MacMillan, 1895, 127 pages ; ainsi que plusieurs articles publiés de 1888 à 1909.
- (en) Narrative of an Explorer in Tropical South Africa : Being an Account of a Visit to Damaraland in 1851 ; suivi de Grove, Galton et Clark, Vacation Tours in 1860 and 1861, 4e édition, Londres, Ward Lock, « coll. The Minerva Library of Famous Books », 1891, lire en ligne sur Gallica.
- (en) Francis Galton, « Regression Towards Mediocrity in Hereditary Stature », Journal of the Anthropological Institute, vol. 15,‎ 1886, p. 246-263 (lire en ligne).
- (en) The Art of Travel or Shifts and Contrivances Available in Wild Countries, Murray, Londres, 1855, [disponible, lire en ligne] sur Internet Archive.
- (en) « Composite Portraits, Made by Combining Those of Many Different Persons Into a Single Resultant Figure », The Journal of the Anthropological Institute of Great Britain and Ireland, vol. 8,‎ 1879, p. 132-144 (lire en ligne).